# 1996 HW1
1996 HW1 är en asteroid i huvudbältet som upptäcktes den 23 april 1996 av Spacewatch vid Kitt Peak-observatoriet. Den observerades senast den 26 oktober 1996.
Asteroiden har en diameter på ungefär 3 kilometer och den tillhör asteroidgruppen Amor.